# Wartislaw X van Pommeren
Wartislaw X (ca. 1435 - 17 december 1478) was een Pommerse hertog uit de Greifendynastie. Wartislaw X was de tweede zoon van hertog Wartislaw IX en Sophia, een dochter van Erik IV van Saksen-Lauenburg. Samen met zijn oudere broer Erik II regeerde hij van 1457 tot 1463 als hertog van Pommeren-Wolgast. In 1463 verdeelden Wartislaw en Erik II het hertogdom onder elkaar: Wartislaw kreeg het westelijke deel rond Barth en het eiland Rügen als zelfstandig hertogdom. Wartislaw overleed kinderloos. Hij werd opgevolgd door zijn neef Bogislaw X, die daarmee heel Pommeren verenigde.

## Huwelijken en kinderen
Wartislaw X trouwde op 5 mei 1454 met Elisabeth, een dochter van Johan van Brandenburg-Kulmbach. Elisabeth was weduwe van hertog Joachim van Pommeren-Stettin. Wartislaw en Elisabeth kregen twee zonen:
- Swantibor (ca. 1454 - na 1465)
- Hertman (ca. 1455 - na 1465)

Elisabeth stierf in 1465. Wartislaw hertrouwde op 26 november 1475 met Magdalena, een dochter van hertog Hendrik van Mecklenburg-Stargard. Ze kregen geen kinderen.